# 朴英植
朴英植（韓語：박영식，？—），北韓政治人物，曾任職朝鮮國家科學院院長、朝鮮勞動黨中央委員會候補委員。最後的消息指他出任沙里院市一家肥料聯合企業的經理。現任朝鮮人民武力部長、人民軍陸軍大將

## 生平
朴英植早期的事跡不詳，資料對其的記載始於1973年。當年，他出任朝鮮國家科學院院長。1986年，被委任為國家科學技術委員會副委員長。同年，入選為黨中央委員會候補委員。翌年，他出任沙里院市某料聯合企業的經理。

## 資料來源
1. 1 2 3  .   [2014-02-18]. （原始内容存档于2015-09-23）.